# Safety (Ty Tabor)
Safety è il terzo album in studio del musicista statunitense Ty Tabor, pubblicato nel 1994 dalla Atlantic Records.

## Tracce
1. Tulip – 5:23
2. Better to Be on Hold – 4:41
3. Missing Love – 4:57
4. Funeral – 4:13
5. Room for Me – 3:40
6. Safety – 3:01
7. True Love – 3:48
8. Now I Am – 4:14
9. Anger – 3:15
10. I Don't Mind – 5:11